# Ophichthus congroides
Ophichthus congroides är en fiskart som beskrevs av Mccosker 2010. Ophichthus congroides ingår i släktet Ophichthus och familjen Ophichthidae. Inga underarter finns listade i Catalogue of Life.